# Мрачно небо
Мрачно небо (енгл. Dark Skies) је канадски филм из 2009. у режији Рона Оливера. Филм је представљен на сајту Берлинског филмског фестивала 2009. Не препоручује се млађима од 17 година због сцена насиља и природних катастрофа.

## Синопсис
Млади научник, разочаран у рад компанија, али и сопствени живот, борави у природи, где у самоћи покушава да пронађе решења за проблеме који муче човечанство. Мир му прекида троје кампера који одлучују да слободно време проведу баш у близини његовог кампа. Међутим, испоставља се да много већи проблеми наилазе са олујом; она носи загађење које је настало због квара у компанији где је радио. Киша постаје толико кисела да уништава природу, али и односи људске животе. Троје младих људи покушава да спасе живот повређеном пријатељу, али и да заустави ову катастрофу...

## О филму
Према наводима сајта devildead.com првобитни назив филма је био „Црна киша“ (енгл. Black rain), али су се дистрибутери одлучили за промену назива, како се филм не би мешао са истоименим филмом Ридлија Скота. Исти сајт је дао занимљиву опаску да тај филм није занимљив за ТВ канал намењен геј популацији, јер је радња таква да услед убиствене киселе кише не може да се очекује да протагонисти буду у топлесу. Међутим, филм је представљен на сајту Homo cinema као филм са геј тематиком и као такав од пет звездица добио је две. Ипак и према овом сајту није занимљив и за друге припаднике ЛГБТ.